# Glossata
Glossata – klad i podrząd owadów z rzędu motyli.
Termin Glossata wprowadził już Johan Christian Fabricius w 1775 roku. Współcześnie ich monofiletyzm nie jest kwestionowany.

Przekrój przez aparat gębowy Glossata: a: pilifer, b: nadgębie, c: żuwka zewnętrzna, d: tchawka, e: nerw, f: mięśnie wewnętrzne ssawki, g: przewód pokarmowy, h: warga dolna, i: głaszczek wargowy

Najbardziej charakterystyczną cechą tych motyli jest budowa ssącego aparatu gębowego imagines. Żuwaczki są niefunkcjonalne, nie mają wyraźnego połączenia stawowego z puszką głowową i zwykle są silnie zredukowane. Żuwki zewnętrzne pierwszej pary szczęk są wydłużone i tworzą zwiniętą w pozycji spoczynkowej ssawkę. Żuwki wewnętrzne w postaci zesklerotyzowanej nie występują. Przewód pokarmowy w ssawce pierwotnie wyłożony jest wyraźnie odrębnymi płytkami kutykularnymi. Między drugim a trzecim członem głaszczków szczękowych brak jest mięśni zginaczy. Podgębie pozbawione jest kieszonek wewnątrzpoliczkowych. Wykształcenie w tej grupie ssawki jest również związane z modyfikacją mięśni szczęk. Musculi stipitogalealis mają często po dwie wiązki, a u Myoglossata wykształca się z nich wewnętrzne umięśnienie ssawki.
Inne cechy zlokalizowane na głowie dorosłych Glossata obejmują: redukcję szwu epistomalnego, pierwotnie większe niż u innych motyli ramiona grzbietowe tentorium oraz włączenie komisury tritocerebralnej w masę podprzełykową i dalszą tendencję do całkowitego zlania mózgu ze zwojem podprzełykowym. Sugerowaną autapomorfią Glossata była także budowa gruczołów dodatkowych w narządach rozrodczych samicy głównie z komórek "typu 3", jednak u odkrytych w 2015 roku Aenigmatineidae gruczoły te budują komórki "typu 1".
Poczwarki z tego podrzędu odznaczają się słabo odgraniczonym, nieoszczeconym nadustkiem. Cechą charakterystyczną gąsienic jest natomiast obecność wyrostka przędnego (ang. spinneret process) na wierzchołku płata przedwargowo-podgębiowego.
Do Glossata należy ponad 99% wszystkich znanych gatunków motyli. Jeden z systemów dzielił je na dwie kohorty: Dacnonypha i Myoglossata, jednak te pierwsze nie były monofiletyczne w takim ujęciu. Współcześnie dzieli się je na 6 infrarzędów, z których pierwsze 4 zawierają tylko po 1 rodzinie:
- Dacnonypha
- Acanthoctesia
- Lophocoronina
- Neopseustina
- Exoporia
- Heteroneura

Wyniki analiz molekularnych przeprowadzonych przez Riegera i współpracowników w 2015 roku bardzo silnie wspierają koncepcję, zgodnie z którą Glossata są grupą siostrzaną podrzędu Heterobathmiina, z którym tworzą klad Angiospermivora.